# Brzozówka (województwo świętokrzyskie)
Brzozówka – wieś w Polsce, położona w województwie świętokrzyskim, w powiecie buskim, w gminie Tuczępy.
| SIMC    | Nazwa       | Rodzaj    |
| ------- | ----------- | --------- |
| 0275145 | Pode Dworem | część wsi |

W latach 1975–1998 miejscowość administracyjnie należała do województwa kieleckiego.
Przez wieś prowadzi droga wojewódzka nr 756 (Stopnica – Starachowice).